# Stefano Guindani
Stefano Guindani (Cremona, 6 giugno 1969) è un fotografo italiano di reportage, celebrità e alta moda.

## Biografia e attività
Giovanissimo muove i primi passi nel mondo della fotografia scattando foto di danza e foto di scena in teatro. Poco dopo si trasferisce a Milano dove inizia a lavorare per un'agenzia fotogiornalistica. Nel 1998 fonda la sua agenzia, Stefano Guindani Photo, una realtà dinamica e competitiva, con un team che oggi ha raggiunto le trenta persone e un approccio integrato che unisce alla produzione editoriale servizi per le aziende del settore moda e lusso. Affermatosi come fotografo di moda, backstage e celebrities, Stefano Guindani è il fotografo ufficiale dei principali stilisti italiani.
Negli ultimi anni approfondisce il suo interesse per il reportage, prima in Cina, dove nel novembre 2008 con Donatella Versace ha realizzato un servizio nella provincia di Pechino, poi ad Haiti. Quest'ultima esperienza lascia un segno così profondo da spingere Stefano a tornare più volte sull’isola per documentare le condizioni di vita di un popolo che, pur devastato da immani tragedie, mantiene dignità e speranza. La cultura del vudù, presenza quotidiana sull'isola, è al centro di uno dei suoi reportage più intensi.
Il materiale scattato durante i numerosi viaggi di Stefano ad Haiti è stato messo a disposizione per la raccolta di fondi destinati alle numerose attività della Fondazione Francesca Rava, tramite la realizzazione di diverse mostre fotografiche a New York, Milano e Firenze e la pubblicazione del libro Haiti through the eye of Stefano Guindani.
Del 2014 il reportage per l'Operazione Mare nostrum nel quale Stefano Guindani ha testimoniato con i suoi scatti la missione della Marina Militare Italiana, che a Lampedusa ha accolto e dato soccorso ad oltre 60.000 migranti.
Tra il 2014 ed il 2015 Stefano Guindani ha viaggiato in Santo Domingo, Honduras, Guatemala, Nicaragua, Messico, El Salvador, Perù e Bolivia per un reportage in occasione dei 60 anni dell'organizzazione internazionale N.P.H. - Nuestros Pequeños Hermanos che dal 1954 accoglie nelle sue case i bambini orfani, abbandonati o in disperato bisogno; da questo progetto è stato realizzato il volume Do you know? edito da SKIRA. La prima copia del libro è stata consegnata a Papa Francesco da Stefano durante l’udienza del 2 dicembre 2015.
Nel 2014 Stefano è stato il primo fotografo a condurre un talent televisivo, Scattastorie NX Generation in onda su Real Time, canale di Discovery.
L'anno successivo Stefano Guindani è chiamato da Samsung a interpretare Porta Nuova, il nuovo quartiere tecnologico di Milano; da questo lavoro è nato il volume fotografico Frames of Milan, di cui Frames of Iceland e Frames of Seoul sono l’ideale prosecuzione.
Nel dicembre 2015 Stefano Guindani firma i ritratti fotografici di Ricette e ritratti d’attore, format web e tv realizzato da Rai Cinema e Condé Nast, da cui sono nati successivamente un libro edito da Rai Eri, e una mostra allestita a Los Angeles.
Nel 2016 viene pubblicato Sguardi d'attore, volume prodotto da Rai Cinema che raccoglie i ritratti di oltre 350 attori del cinema italiano.
Nello stesso anno Stefano Guindani è stato scelto dalla prestigiosa casa tedesca Leica – marchio che ha legato il suo nome ad alcuni degli scatti più iconici della storia della fotografia - come testimonial di LEICA SL.
Nel 2017 esce in libreria per Silvana Editoriale Frames of Iceland, che raccoglie le spettacolari immagini del viaggio di Stefano Guindani alla scoperta della terra del fuoco e del ghiaccio. Nello stesso anno, sempre in collaborazione con Samsung è stato realizzato il volume Frames of Seoul, in uscita in libreria nel 2018.
Nel Novembre 2017 alla Microsoft House di Milano inaugura EY YOU!. La mostra raccoglie le immagini realizzate da Stefano durante il suo reportage in Haiti con la Fondazione Francesca Rava - N.P.H.- Italia Onlus  nel Luglio 2017, insieme a una selezione di scatti tratti dal volume Do You Know? e ad alcune tra le più suggestive immagini dei primi viaggi di Stefano ad Haiti, tra il 2008 e il 2010.
Nell’Aprile 2018 Stefano Guindani presenta insieme ad Elisabetta Illy MY DREAM HOME, mostra inaugurata in occasione del Fuori Salone nell’ambito di INTERNI House in Motion presso il Cortile d'Onore dell'Università Statale di Milano. Le immagini accostano i sogni e la realtà dei bambini di Haiti: le fotografie che ritraggono i piccoli davanti alle loro reali abitazioni sono infatti affiancate dai disegni delle loro ‘case dei sogni’. La mostra è allestita all’interno di un’installazione ideata dall’architetto Piero Lissoni, composta da dodici container sovrapposti come una scultura verticale. 
Nel 2018 realizza alcune opere che raccontano alcuni tra i beni più iconici del FAI che vengono poi esposte per la prima volta all’interno della Torre Hadid a Milano.  
Nel 2019 viene scelto come unico rappresentante italiano membro della giuria internazionale di Huawei Next-Image presieduta da Steve McCurry.  
Nel 2020 è direttore creativo e uno dei fotografi del progetto editoriale di Lamborghini edito da Skira With Italy For Italy.  
Nello stesso anno realizza un importante volume che racconta la città di “Genova” a cui segue una mostra diffusa per le vie principali della città.  
Nel 2021 esce il libro “Energie” per Axpo che racconta il mondo dello sport professionistico e dilettantistico. 
Nel 2022 presso Leica Gallery espone le sue immagini del progetto Mens Sana In Corpore Sano.

## Pubblicazioni
- Stefano Guindani, Haiti through the eye of Stefano Guindani, Milano, Electa, 2010, ISBN 9788837074531.
- Stefano Guindani, Do you know?, Milano, Skira, 2015, ISBN 9788857230351.
- Stefano Guindani, Frames of Milan. Photographs by Stefano Guindani, Milano, Manfredi Edizioni, 2015, ISBN 9788857230351.
- Stefano Guindani, Ricette e ritratti d'attore, Roma, Rai Eri, 2015, ISBN 9788893160360.
- Stefano Guindani, Sguardi d'attore: i volti di Rai Cinema, Roma, Rai Eri, 2015, ISBN 9788839716750.
- Stefano Guindani, Frames of Iceland, Milano, Silvana Editoriale, 2017, ISBN 9788836635863.
- Stefano Guindani, Frames of Seoul, Milano, Silvana Editoriale, 2017, ISBN 9788836638536.
- Stefano Guindani, With Italy For Italy, Milano, Skira Editore, 2020,  ISBN 978-88-572-4493-8
- Stefano Guindani, Genova, Genova, SAGEP Editori, 2020
- Stefano Guindani, Energia , Genova
- Stefano Guindani, Mens Sana In Corpore Sano, SAGEP Editori, 2022, ISBN 978-88-6373-903-9